# Gibuti ai Giochi olimpici
Gibuti ha partecipato per la prima volta ai Giochi olimpici nel 1984, e da allora ha preso parte a tutte le edizioni dei Giochi olimpici estivi, tranne quella del 2004.
Gli atleti gibutiani hanno vinto una medaglia ai Giochi olimpici estivi, mentre non hanno mai partecipato ai Giochi olimpici invernali.
Il Comitato Olimpico Nazionale Gibutiano, creato nel 1983, venne riconosciuto dal CIO nel 1984.

## Medaglieri

### Medaglie ai Giochi olimpici estivi
| Giochi              | Oro              | Argento          | Bronzo           | Totale           |
| ------------------- | ---------------- | ---------------- | ---------------- | ---------------- |
| Los Angeles 1984    | 0                | 0                | 0                | 0                |
| Seul 1988           | 0                | 0                | 1                | 1                |
| Barcellona 1992     | 0                | 0                | 0                | 0                |
| Atlanta 1996        | 0                | 0                | 0                | 0                |
| Sydney 2000         | 0                | 0                | 0                | 0                |
| Atene 2004          | non partecipante | non partecipante | non partecipante | non partecipante |
| Pechino 2008        | 0                | 0                | 0                | 0                |
| Londra 2012         | 0                | 0                | 0                | 0                |
| Rio de Janeiro 2016 | 0                | 0                | 0                | 0                |
| Tokyo 2020          | 0                | 0                | 0                | 0                |
| Parigi 2024         | 0                | 0                | 0                | 0                |
| Totale              | 0                | 0                | 1                | 0                |

### Medagliati
| Medaglia | Atleta      | Edizione  | Sport            | Evento            |
| -------- | ----------- | --------- | ---------------- | ----------------- |
| Bronzo   | Ahmed Salah | Seul 1988 | Atletica leggera | Maratona maschile |